# 楚灭蔡之战
楚灭蔡之战，楚國灭亡蔡国的戰爭。
楚国曾经两次灭亡蔡国的社稷。楚国从长江流域向中原地区扩张，蔡国作为周朝姬姓诸侯，沦为楚国的附庸。
第一次楚灭蔡之战发生在前531年（周景王十四年、楚灵王十年、蔡灵侯十二年、鲁昭公十一年）冬十一月。前531年二月，楚灵王在申地以重礼邀请蔡灵侯。三月，在申地逮捕蔡灵侯。四月，将蔡灵侯杀死。楚灵王派弟弟公子弃疾率军围攻蔡国。秋，晋国韩起与鲁国季孙意如、齐国国弱、宋国华亥、卫国北宫佗、郑国罕虎、曹国、杞国在厥慭会盟，计划救援蔡国。十一月丁酉，楚师灭蔡，俘获蔡世子友，将他杀死祭祀。把蔡国作为楚国的县，以公子弃疾为蔡公。前529年，楚国内乱，楚灵王被杀后，蔡国复国，世子友的儿子公孙庐即位为蔡平侯。
楚国没有将蔡国所有领土归还，蔡国被迫由上蔡迁都新蔡。柏举之战时，蔡国联合吴国攻打楚国。楚国复国后，蔡国为了避免楚国的侵攻，在吴国的帮助下迁移到了州来，称之为下蔡。越国灭亡吴国后，蔡国又丧失了大国的保障。
第二次楚灭蔡之战发生在前447年（周贞定王二十二年、楚惠王四十二年、蔡侯齐四年），楚国向东部扩张，攻克下蔡，蔡侯齐出逃，蔡国灭亡。楚国随后进一步东扩，灭掉了山东地区的杞国和莒国。